# Jana Holá
Jana Holá (* 1970) je česká překladatelka a tlumočnice, filoložka v oboru anglického a švédského jazyka.

## Vzdělání a život
Jana Holá vystudovala obor moderní filologie (anglický a švédský jazyk a literatura) na Filozofické fakultě Univerzity Karlovy v Praze. V roce 2005 obhájila tamtéž disertační práci na téma Karin Boyeová – Hledání ženské identity pomocí řeči//podvědomí a získala tak doktorský titul.
V roce 2014 řídila spolu s Marií Wengerovou vydání antologie současné švédské literatury Švédská čítanka.
V současné době (2020) pracuje jako vedoucí anglické redakce ČTK.

## Překlady Jany Holé
Podle zdroje:
- Živí a mrtví (Birgitta Trotzig, Levande och döda, 2001)
- Svědek (Liza Marklund, Paradiset, 2004)
- Terorista ve službách státu (Jan Guillou , Den demokratiske terroristen, 2003)
- Deset myšlenek o čase (2007)
- Ať vejde ten pravý (John Ajvide Lindqvist, Lat den rätte komma in, 2010)
- Stíny v zrcadle, (Inger Edelfeldtová, Skuggorna in spegeln, 2005)
- Jak zacházet s nemrtvými (John Ajvide Lindqvist, Hanteringen av odöda, 2012)
- Umíráček (Kerstin Ekman, Dödsklockan, 2015)
- Kafkův Pavilon (Tony Samuelsson, Kafka Paviljongen, 2017)
- Cestovat nalehko (Tove Janssonová, Resa med lätt bagage, 2017)
- To jsme byli my (Golnaz Hashemzadeh Bonde, Det var vi, 2018)
- Za skleněnou stěnou (Caroline Ringskog Ferrada-Noli, Rich Boy, 2020)

### Překlady knih Åsy Larssonové
- Sluneční bouře (Solstorm, 2010)
- Prolitá krev (Det blod som spillts, 2011)
- Než pomine tvůj hněv (Till dess din vrede upphör, 2012)
- Oběť Molochovi (Till offer át Molok, 2013)